# NGC 2729
NGC 2729 est une galaxie lenticulaire située dans la constellation de l'Hydre. NGC 2729 a été découverte par l'astronome allemand Albert Marth en 1864.

## Caractéristiques
Sa vitesse par rapport au fond diffus cosmologique est de 4 126 ± 22 km/s, ce qui correspond à une distance de Hubble de 60,9 ± 4,3 Mpc (∼199 millions d'al).
À ce jour, une mesure non basée sur le décalage vers le rouge (redshift) donne une distance d'environ 63,700 Mpc (∼208 millions d'al). Cette valeur est à l'intérieur des valeurs de la distance de Hubble.